# Yaseen Khan
Yaseen Khan est un artiste peintre, acteur et poète français d'origine indienne.
Il expose quotidiennement dans le quartier Saint-Germain-des-Prés. Son art questionne les passants et flâneurs venus d'ici et d'ailleurs sur leur rapport à la vie.

## Filmographie
- 1980 : Le Coup du parapluie de Gérard Oury : Radj Khan
- 1982 : Mille milliards de dollars d'Henri Verneuil
- 1982 : Les Misérables de Robert Hossein
- 1984 : La Diagonale du fou de Richard Dembo
- 1987 : Emmanuelle 5 de Walerian Borowczyk : Prince Rajid
- 2006 : L'Entente cordiale de Vincent de Brus
- 2006 : L'Intouchable de Benoit Jacquot : un passager indien

### Courts-métrages
- L'Homme mystérieux, réalisé dans le cadre du projet Brève de trottoirs réalisé par Olivier Lambert et Thomas Salva, diffusé sur France Télévisions.
- Pois plume, selon une création réalisée par l'artiste Duy Anh Nhan Duc en 2012.

## Scénographie
- Un homme nommé Jésus mis en scène par Robert Hossein

## Œuvre picturale
- Rencontre et visite de M. Jean Fournier, Directeur de la Galerie Jean Fournier, à son atelier.
- Œuvres exposées à la galerie Faust-Rosa Turesky à Genève à partir de 1993
- Œuvres exposées à la galerie Fanny Guillon-Lafaille, Paris VIII à partir de 1993
- Exposition personnelle - Espace Guveli Paris VII, 1996
- Exposition personnelle - Galerie Notre Dame, Paris IV, 1984
- Exposition personnelle - Mairie de Chatenay-Malabry, 1982
- Exposition personnelle - Jehangir Art Gallery, Mumbai, 2010

### Expositions collectives
- Salon des Indépendants - Grand Palais - Paris VIII, 1984 / Exposition de la toile « Hommage à Pier Paolo Pasolini »
- « 2e Festival de l'Échange Culturel International » : peinture contemporaine indienne, Tarbes, 1989
- « Salon des Artistes  » - Tuileries, Paris I, 1993
- « 32e Grand Prix de la Côte d'Azur » - Cannes, 1996
- «Les peintres belges et français », 3e Grand Prix international France- Belgique - Bruges, 1996
- « Peintres et sculpteurs européens contemporains » : Galerie Poirel, Nancy, 1996
- « 50e anniversaire de l'Indépendance de l'Inde » Unesco Paris VII, 1997